# Marc de Montegallo
Marc de Montegallo (en italien : Marco da Montegallo), né en 1425 à Montegallo (Italie) et mort le 19 mars 1496 à Vicence (Italie), est un franciscain observant, fondateur de plusieurs monts de piété destinées à remédier aux misères des plus démunis, dans la région des Marches et la région de Vicence.
Il a été proclamé bienheureux par l'Église catholique et est fêté le 19 mars de chaque année.

## Biographie

### Enfance et débuts
Marc de Montegallo est né à Montegallo dans la province d'Ascoli Piceno. Son père noble et riche se nomme Claro de Rainaldo de Marchio. Marc étudie d'abord à Ascoli Piceno, puis à l'niversité de Pérouse et enfin à l'université de Bologne, où il devient docteur en droit et en médecine en 1445. De retour à Ascoli Piceno, il exerce la profession de médecin.
En 1451, pour se conformer aux souhaits de son père, il épouse Chiara de Tibaldeschi. À la mort de son père, les époux font annuler leur mariage et décident tous deux de rentrer dans les ordres.

### Vie religieuse

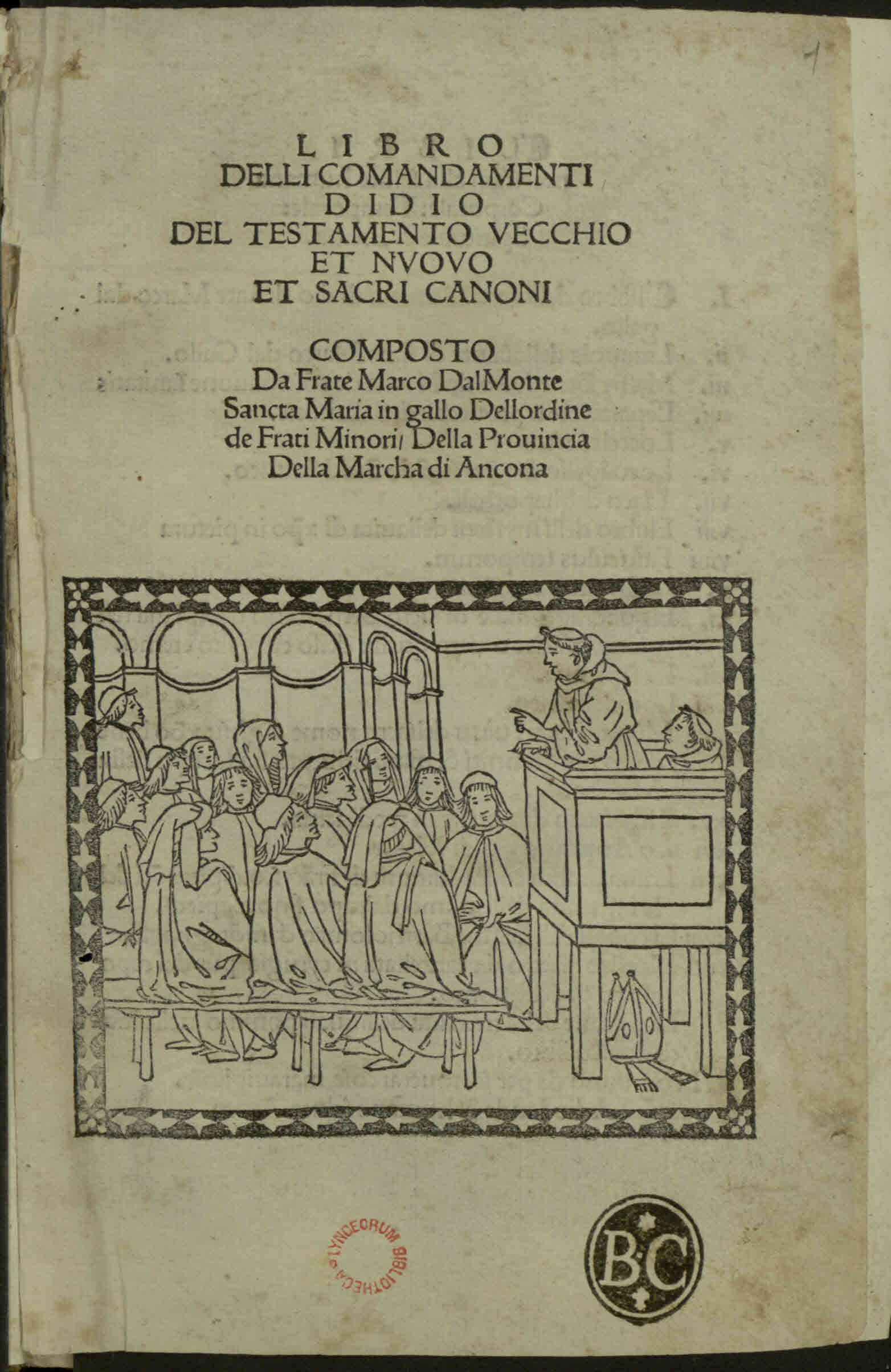
Traité de dévotion Il Libro dei comandamenti di Dio.

Marc rejoint les frères mineurs de l'Observance et Chiara décide de rejoindre l'ordre de Sainte-Claire.
En 1452, Marc intègre le noviciat de l'ermitage de Fabriano (it). En 1450, il est ordonné prêtre.
De 1454 à 1455, il occupe la position de supérieur de Sainte-Marie de San Severino (en)
Sous la direction de Jacques de la Marche et avec Bernardin de Sienne et Jean de Capistran il entreprend des missions d'évangélisation et lutte contre la doctrine des fraticelles (déclarés hérétiques par le pape Boniface VIII). Pendant les premières années de sa vie religieuse, Marc s'avère un prédicateur animé qui implique la population dans les pratiques de dévotion et de pénitence.
Il s'oppose fortement à la pratique de l'usure et avec le frère franciscain Bernardin de Feltre, il met en place à compter de 1458 une série d'établissement de prêteurs sur gages caritatifs a destination des plus pauvres. Ces établissements vont très rapidement se faire connaitre sous le nom de monts de piété.
Entre 1471 et 1486, il prêche dans de nombreuses villes italiennes (Fano, Fermo, Ripatransone, etc) et y fonde des monts de piété.

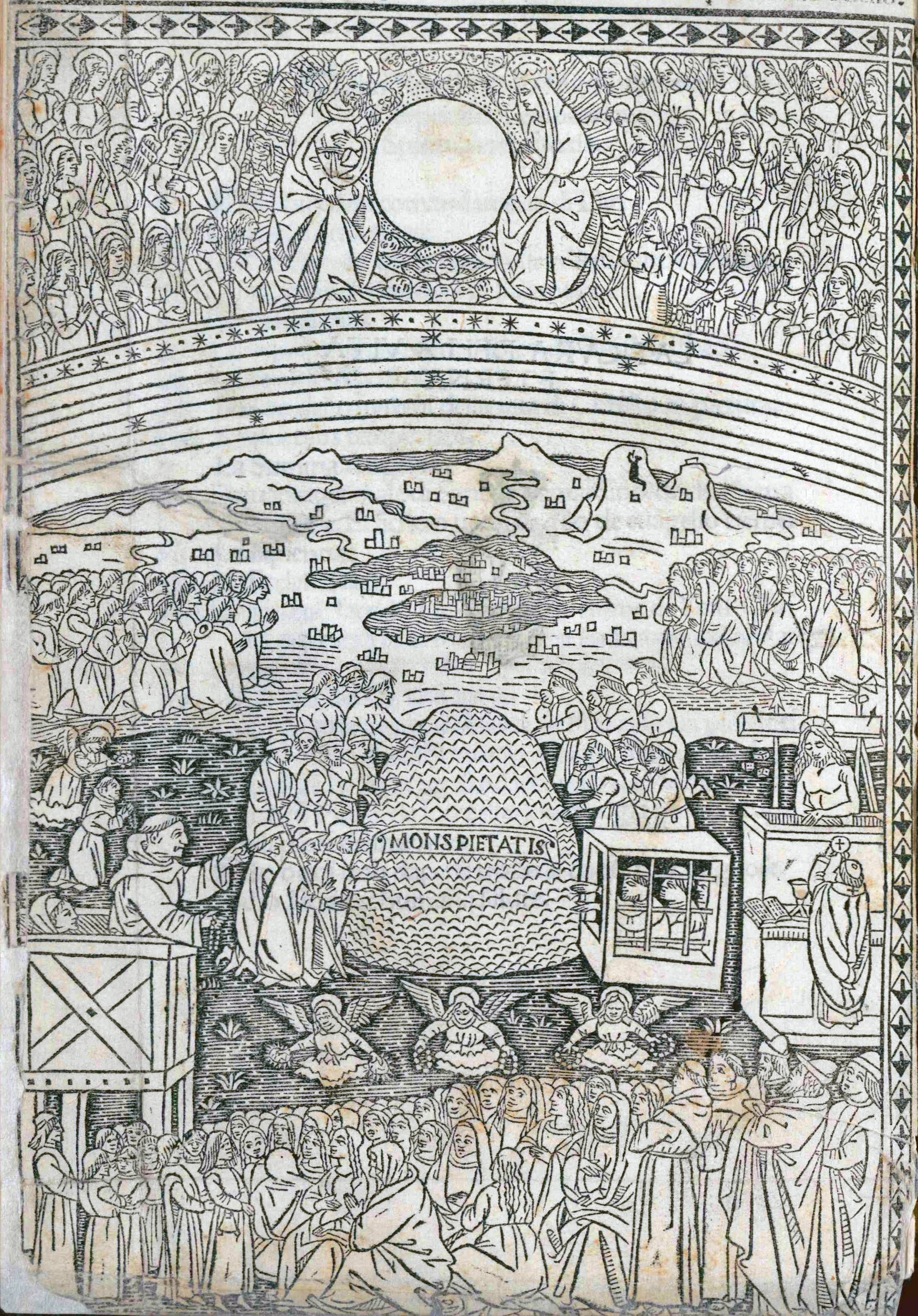
Traité de dévotion La Tabula della salute.

En 1480, à la demande du pape Sixte IV il  devient collecteur de la dîme pour financer les guerres contre l'empire Ottoman en Europe.
À Venise, Marc plublie deux traités de dévotion. Le traité Il Libro delli comandamenti di Dio del Testamento Vecchio est spécialement conçu « pour être lu pour les écoles, les magasins et les paroisses » et vise à faire connaitre à un public laïc des règles élémentaires, ainsi que des rudiments de comportement nécessaires pour le salut individuel. Le second traité La Tabula della salute est un manuel de dévotion destiné à fournir des règles précises de conduite morale.
En 1486, Marc publie la Corona de la gloriosa Vergene Madre Maria, un traité de dévotion qui rassemble des prières en l’honneur de la Vierge Marie.
De 1486 à 1496, Marc réside dans le couvent San Biagio Vecchio de la commune de Vicence. Il joue un rôle de conseiller dans les différentes communauté religieuses de la ville et auprès des laïcs du Tiers-Ordre franciscain de San Marcello.
En 1495, alors qu'il prêche dans la ville de Camerino, la commune est touchée par une épidémie de peste. Il assure au peuple que s'ils se repentent de leurs péchés et qu'ils se confessent l'épidémie de peste stopperait. La population suivit massivement son exhortation. L'épidémie de peste cessa.

### Mort et postérité

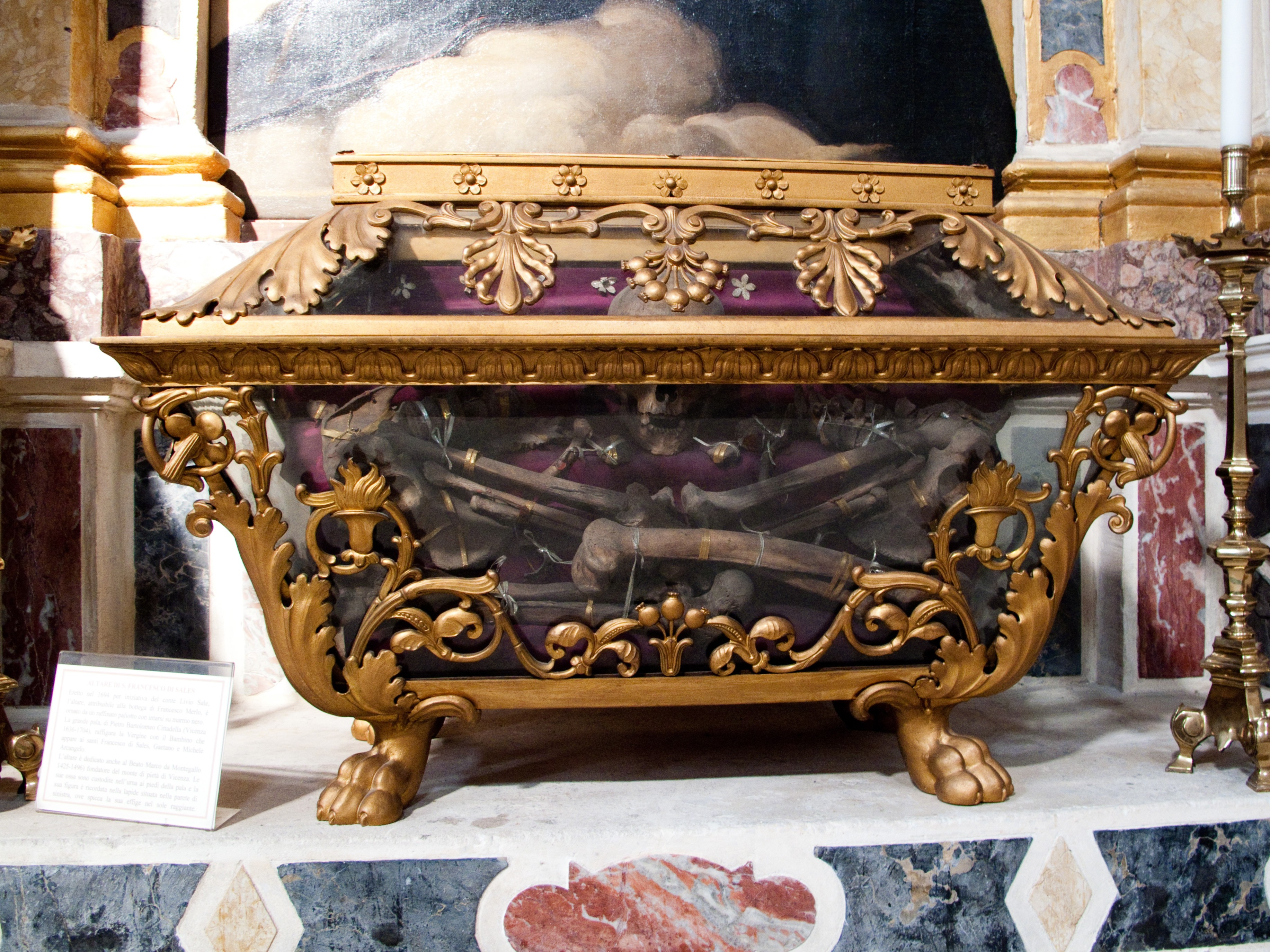
Reliquaire de Marc de Montegallo.

En 1496, il tombe malade. Conduit à l'hôpital de Saint-Marcel (it), il y décède trois jours plus tard, le 19 mars 1496. Sur son lit de mort il demande à recevoir l'onction des malades et qu'un frère lui lise la passion du Christ. Au passage « Quand il eut pris le vinaigre, Jésus dit : « Tout est accompli. » Puis, inclinant la tête, il remit l’esprit » (Jn 19, 30), Marc décéda. Il est enterré dans l’église de San Biagio Vecchio. Rapidement sa tombe et sa mémoire font l'objet d'un culte populaire. En 1522, ses restes sont transférés dans l'église San Biagio Nuovo. En 1797, ses restes sont transférés dans l'église Saint-Julien de Vicence (it), où ils sont toujours exposés au culte.

## Culte
Le 20 septembre 1839, le pape Grégoire XVI proclame Marc de Montegallo bienheureux.

## Sources biographiques
- Hélène Angiolini, Marco da Montegallo, in Dizionario biografico degli italiani, Rome, Istituto dell'Enciclopedia Italiana
- Bortolo Brogliato, 750 anni di presenza francescana nel Vicentino, Vicence, Ed. Lief, 1982
- Giambattista Giarolli, Vicenza nella sua toponomastica stradale, Vicence, Scuola Tip. San Gaetano, 1955
- Giovanni Mantese, Memorie storiche della Chiesa vicentina, III/2, Dal 1404 al 1563 Vicence, Neri Pozza, 1964